# اسمایل.دی‌کا
اسمایل.دی‌کا (به انگلیسی: SMiLE.dk) یا فقط اسمایل گروهٔ موسیقی یورودنس سوئدی است که تنها عضو فعلی آن ورونیکا المکویست می‌باشد.